# Manoir de Kymi
Le Manoir de Kymi (en finnois : Kyminkartano, en suédois : Kymmenegård) est un manoir situé au bord de la Kymijoki dans le quartier de Koivula dans l'ile de Kolkansaari à Kotka en Finlande. Le terme recouvre aussi les territoires gérées par le propriétaire du manoir.
Le manoir actuel est construit dans les années 1790. Le manoir de Kymi d'origine se rouvait sur l'autre rive de la branche de huuma de la Kymijoki à la place du quartier actuel de Kyminlinna.